# Octoplasia lineata
Octoplasia lineata is een keversoort uit de familie bladsprietkevers (Scarabaeidae). De wetenschappelijke naam van de soort is voor het eerst geldig gepubliceerd in 1876 door Sharp.